# Opéra sauvage
Pour la série documentaire de Frédéric Rossif, voir L'Opéra sauvage.
Albums de Vangelis Papathanassiou
Odes
(1979) See You Later
(1980)
Opéra sauvage est un album composé, arrangé et interprété par Vangelis Papathanassiou sorti en 1979. Il regroupe une sélection de morceaux qu'il a composés pour accompagner la série documentaire naturaliste L'Opéra sauvage, réalisée par Frédéric Rossif. La pochette de l'album a été conçue par Vangelis lui-même.
Vangelis a réalisé cet album durant sa période électro-acoustique, qui fut l'une de ses périodes les plus prolifiques de sa carrière. Du fait de l'utilisation intensive des synthétiseurs et en particulier du Yamaha CS-80, Opéra Sauvage est plus proche dans ses sonorités des albums « classiques » de Vangelis que ses précédentes musiques de films composées pour Frédéric Rossif, comme L'Apocalypse des animaux ou La Fête sauvage. Plus tard, Vangelis composera également Sauvage et Beau pour le même réalisateur, dans un style proche de Opéra sauvage. Jon Anderson, du groupe Yes, est présent à la harpe sur le titre Flamants roses.

## Liste des titres
| 1. | Hymne    | 2:40  |
| 2. | Rêve     | 12:26 |
| 3. | L'Enfant | 4:57  |
| 4. | Mouettes | 2:28  |

| Face B | Face B         | Face B | Face B | Face B | Face B | Face B | Face B | Face B | Face B |
| No     | Titre          | Durée  |        |        |        |        |        |        |        |
| ------ | -------------- | ------ | ------ | ------ | ------ | ------ | ------ | ------ | ------ |
| 1.     | Chromatique    | 3:25   |        |        |        |        |        |        |        |
| 2.     | Irlande        | 4:43   |        |        |        |        |        |        |        |
| 3.     | Flamants roses | 11:50  |        |        |        |        |        |        |        |
| 43:06  |                |        |        |        |        |        |        |        |        |

## Personnel
- Vangelis : Claviers, synthétiseurs et instruments divers
- Jon Anderson : Harpe sur Flamants Roses